# Harold Watson (hockey sur glace, 1923)
Pour les articles homonymes, voir Harry Watson et Watson.
Temple de la renommée de l'IIHF : 1998
Harold Percival Watson (né le 6 mai 1923 à Saskatoon, dans la province de la Saskatchewan au Canada - mort le 21 novembre 2002) est un joueur professionnel canadien de hockey sur glace qui évoluait au poste d'ailier gauche.

## Biographie
Né en 1923 à Saskatoon, Watson évolue d'abord dans les équipes de jeunes de sa ville avec lesquelles il connaît le succès, remportant quatre titres de champion provincial. Le 10 octobre 1941, à 18 ans, il signe son premier contrat professionnel dans Ligue nationale de hockey (LNH) avec les Americans de Brooklyn. Alors que l'équipe est mise en sommeil un an plus tard en raison de la Seconde Guerre mondiale, il rejoint les Red Wings de Détroit lors d'un repêchage de dispersion et remporte avec eux sa première coupe Stanley. Après la guerre, il est échangé en 1946 aux Maple Leafs de Toronto contre Billy Taylor. Avec cette équipe, il remporte quatre nouvelles coupes Stanley en cinq ans (1947, 1948, 1949 et 1951). Après huit saisons avec les Maple Leafs, il est vendu aux Black Hawks de Chicago au début de la saison 1954. Il passe trois saisons avec Chicago avant de jouer une dernière saison professionnelle, avec les Bisons de Buffalo dans Ligue américaine de hockey où il occupe le double poste d'entraîneur-joueur.
Au cours de sa carrière dans la LNH, outre ses cinq coupes Stanley, il est sélectionné pour jouer sept Matchs des étoiles, dont trois comme membre des Maples Leafs. En 1994, il est intronisé au temple de la renommée du hockey.

## Statistiques

### Joueur
| Saison     | Équipe                   | Ligue          |     | Saison régulière | Saison régulière | Saison régulière | Saison régulière | Saison régulière |    | Séries éliminatoires | Séries éliminatoires | Séries éliminatoires | Séries éliminatoires | Séries éliminatoires |
| Saison     | Équipe                   | Ligue          | PJ  | B                | A                | Pts              | Pun              | PJ               | B  | A                    | Pts                  | Pun                  |                      |                      |
| 1938-1939  | Chiefs de Saskatoon Jr.  | N-SJHL         | 3   | 0                | 1                | 1                | 0                |                  |    |                      |                      |                      |                      |                      |
| 1939-1940  | Chiefs de Saskatoon      | SAHA           |     |                  |                  |                  |                  | 4                | 7  | 4                    | 11                   | 2                    |                      |                      |
| 1939-1940  | Dodgers de Saskatoon     | SJHL           |     |                  |                  |                  |                  | 2                | 6  | 2                    | 8                    | 2                    |                      |                      |
| 1939-1940  | Dodgers de Saskatoon     | Coupe Memorial |     |                  |                  |                  |                  | 4                | 7  | 4                    | 11                   | 2                    |                      |                      |
| 1940-1941  | Quakers de Saskatoon Jr. | N-SJHL         | 6   | 10               | 8                | 18               | 4                | 2                | 3  | 1                    | 4                    | 0                    |                      |                      |
| 1940-1941  | Quakers de Saskatoon Jr. | Coupe Memorial |     |                  |                  |                  |                  | 14               | 14 | 5                    | 19                   | 4                    |                      |                      |
| 1941-1942  | Americans de Brooklyn    | LNH            | 47  | 10               | 8                | 18               | 6                |                  |    |                      |                      |                      |                      |                      |
| 1942-1943  | Red Wings de Détroit     | LNH            | 50  | 13               | 18               | 31               | 10               | 7                | 0  | 0                    | 0                    | 0                    |                      |                      |
| 1943-1944  | Montreal RCAF            | QSHL           | 7   | 7                | 4                | 11               | 4                |                  |    |                      |                      |                      |                      |                      |
| 1943-1944  | Navy de Saskatoon        | SSHL           | 2   | 6                | 2                | 8                | 2                |                  |    |                      |                      |                      |                      |                      |
| 1944-1945  | Winnipeg RCAF            | WNDHL          | 1   | 2                | 0                | 2                | 0                | 4                | 7  | 0                    | 7                    | 2                    |                      |                      |
| 1945-1946  | Red Wings de Détroit     | LNH            | 44  | 14               | 10               | 24               | 4                | 5                | 2  | 0                    | 2                    | 0                    |                      |                      |
| 1946-1947  | Maple Leafs de Toronto   | LNH            | 44  | 19               | 15               | 34               | 10               | 11               | 3  | 2                    | 5                    | 6                    |                      |                      |
| 1947-1948  | Maple Leafs de Toronto   | LNH            | 57  | 21               | 20               | 41               | 16               | 9                | 5  | 2                    | 7                    | 9                    |                      |                      |
| 1948-1949  | Maple Leafs de Toronto   | LNH            | 60  | 26               | 19               | 45               | 0                | 9                | 4  | 2                    | 6                    | 2                    |                      |                      |
| 1949-1950  | Maple Leafs de Toronto   | LNH            | 60  | 19               | 16               | 35               | 11               | 7                | 0  | 0                    | 0                    | 2                    |                      |                      |
| 1950-1951  | Maple Leafs de Toronto   | LNH            | 68  | 18               | 19               | 37               | 18               | 5                | 1  | 2                    | 3                    | 4                    |                      |                      |
| 1951-1952  | Maple Leafs de Toronto   | LNH            | 70  | 22               | 17               | 39               | 18               | 4                | 1  | 0                    | 1                    | 2                    |                      |                      |
| 1952-1953  | Maple Leafs de Toronto   | LNH            | 63  | 16               | 8                | 24               | 8                |                  |    |                      |                      |                      |                      |                      |
| 1953-1954  | Maple Leafs de Toronto   | LNH            | 70  | 21               | 7                | 28               | 30               | 5                | 0  | 1                    | 1                    | 2                    |                      |                      |
| 1954-1955  | Maple Leafs de Toronto   | LNH            | 8   | 1                | 1                | 2                | 0                |                  |    |                      |                      |                      |                      |                      |
| 1954-1955  | Black Hawks de Chicago   | LNH            | 43  | 14               | 16               | 30               | 4                |                  |    |                      |                      |                      |                      |                      |
| 1955-1956  | Black Hawks de Chicago   | LNH            | 55  | 11               | 14               | 25               | 6                |                  |    |                      |                      |                      |                      |                      |
| 1956-1957  | Black Hawks de Chicago   | LNH            | 70  | 11               | 19               | 30               | 9                |                  |    |                      |                      |                      |                      |                      |
| 1957-1958  | Bisons de Buffalo        | LAH            | 52  | 8                | 15               | 23               | 10               |                  |    |                      |                      |                      |                      |                      |
| Totaux LNH | Totaux LNH               | Totaux LNH     | 809 | 236              | 207              | 443              | 150              | 62               | 16 | 9                    | 25                   | 27                   |                      |                      |

### Entraîneur
| Saison    | Équipe                    | Ligue |    | PJ | V  | D | B      | % V           | Séries éliminatoires | Séries éliminatoires | Séries éliminatoires | Séries éliminatoires | Séries éliminatoires |
| 1957-1958 | Bisons de Buffalo         | LAH   | 70 | 25 | 42 | 3 | 37,9 % | Non qualifiés |                      |                      |                      |                      |                      |
| 1958-1959 | Teepees de St. Catharines | OHA   | 54 | 40 | 11 | 3 | 76,9 % |               |                      |                      |                      |                      |                      |
| 1962-1963 | Bulldogs de Windsor       | OHASr | 40 | 27 | 12 | 1 | 68,8 % |               |                      |                      |                      |                      |                      |